# Casey Neistat
Casey Owen Neistat (/ˈkeɪsi ˈnaɪstæt/; sinh ngày 25 tháng 3 năm 1981) là một nhân vật YouTube, nhà làm phim, vlogger người Mỹ, và là đồng sáng lập công ty truyền thông xã hội Beme. Neistat cùng anh trai, Van, là hai người khởi xướng series The Neistat Brothers trên HBO.

## Khởi đầu
Neistat sinh tại Gales Ferry, Connecticut, vào ngày 25 tháng 3 năm 1981. Anh bỏ học tại Trường Trung học Ledyard khi học lớp 10 lúc 15 tuổi và sau đó không trở lại trường hay tốt nghiệp nữa. Sau đó anh bỏ nhà đi và có một cô bạn gái lúc cô đang mang thai đứa con đầu lòng của anh, Owen. Từ lúc 17 tới 20 tuổi, anh sống trong một khu nhà di động cùng với người bạn là Robin Harris, và cậu con trai còn sơ sinh của anh. Trong thời gian này, Neistat đã quyết định chuyển tới Thành phố New York. Trước khi chuyển tới New York, Neistat từng đi rửa bát thuê cho một nhà hàng và sắp xếp đơn gọi món tại Mystic, Connecticut. Công việc đầu tiên của anh tại New York là một người đưa thư bằng xe đạp

## Sự nghiệp làm phim

### Làm việc với Tom Sachs
Vào giữa năm 2001, Neistat và anh trai Van bắt đầu làm việc với họa sĩ Tom Sachs, cùng làm một loạt các bộ phim về các tác phẩm điêu khắc của họa sĩ này. Đây là tác phẩm được thực hiện sớm nhất của hai anh em khi còn hợp tác.

### iPod's Dirty Secret
Neistat lần đầu thu hút sự chú ý toàn cầu vào năm 2003 với một bộ phim ba phút có tựa đề iPod's Dirty Secret (tiếng Việt: Bí mật dơ bẩn của iPod), nhằm chỉ trích việc Apple thiếu một chương trình thay thế pin cho chiếc máy nghe nhạc iPod. Bộ phim thu hút sự chú ý của truyền thông tại Hoa Kỳ và tạo sự chú ý tới chính sách của Apple về thay thế pin cho iPod. Đoạn video clip bắt đầu với một cuộc gọi tới số điện thoại hỗ trợ khách hàng của Apple 800, và một cuộc trò chuyện giữa Casey Neistat và một nhân viên hỗ trợ có tên là Ryan. Casey giải thích rằng sau 18 tháng sử dụng, pin của chiếc iPod của anh đã chết. Ryan nói rằng với chi phí lao động và vận chuyển để thay thế pin, Casey tốt nhất là nên mua một chiếc iPod mới. Với bài hát rap "Express Yourself" của NWA, hai anh em bắt đầu một chiến dịch "thông báo dịch vụ công cộng" để thông báo cho những người tiêu dùng về những chiếc pin này. Sử dụng một chiếc biển in có dòng chữ "iPod's Unreplaceable Battery Lasts Only 18 Months" (tạm dịch: "Chiếc pin không thể thay thế của iPod chỉ kéo dài đúng 18 tháng"), họ phun sơn những lời cảnh báo lên các tờ rơi quảng cáo iPod trên đường phố Manhattan.
Bộ phim được đăng lên Internet vào ngày 20 tháng 9 năm 2003. Nó nhanh chóng thu hút sự chú ý của truyền thông và tranh cãi này đã được truyền thông trên toàn cầu nhắc tới, trong đó các nguồn như The Washington Post, Tạp chí Rolling Stone, Fox News, CBS News, và BBC News. Bộ phim được khen ngợi là "sự phản bội tuyệt với" bởi Washington Post.
Apple cuối cùng đã chính thức công bố một chính sách thay thế pin vào ngày 14 tháng 11 năm 2003 và cũng công bố một chương trình bảo hành iPod mở rộng vào ngày 21 tháng 11. The Washington Post đã đưa tin không chính xác rằng cả hai chương trình được công bố "vài ngày sau khi" bộ phim được phát hành. Fox News thì nói ngày thay đổi chính sách là "hai tuần" sau khi clip được phát hành và Neil Cavuto đã gọi nó là một "câu truyện của David và Goliath" trên chương trình Your World của Fox News. Người phát ngôn của Apple là Natalie Sequeira đã phủ nhận bất cứ mối liên hệ nào giữa bộ phim và chính sách mới, nói rằng quá trình sửa đổi chính sách đã được bắt đầu vài tháng trước khi bộ phim phát hành.

### Science Experiments
Vào năm 2004, Neistat cùng anh trai sản xuất một series phim có tựa đề Science Experiments (tiếng Việt: Những thí nghiệm khoa học). Series 15 phút giới thiệu một vài bộ phim tài liệu ngắn về các thí nghiệm khoa học. Series được giới thiệu trong triển lãm São Paulo Biennial lần thứ 26 tại São Paulo, Brazil. Tác phẩm đã trở nên nổi tiếng, và giới thiệu trong chương trình 59th Minute của Creative Time, trong đó một đoạn trích một phút từ bộ phim của Neistat sẽ được phát mỗi 59 phút trên màn hình Panasonic Times Square Astrovision.

### The Neistat Brothers
Vào tháng 7 năm 2008, HBO mua lại một series truyền hình tám tập, The Neistat Brothers, chỉ với giá dưới 2 triệu đôla Mỹ. Series này được sản xuất bởi Casey Neistat, Van Neistat, Mason Daugherty và Tom Scott. Nhà sản xuất phim tự do Christine Vachon trở thành nhà sản xuất cố vấn. Được viết và đạo diễn bởi Casey và Van, chương trình là một tự truyện và được kể theo hình thức góc nhìn thứ nhất. Mỗi tập phim bao gồm những câu chuyện ngắn về cuộc đời của hai anh em. Chương trình được khởi chiếu ngày 4 tháng 6 năm 2010 trên HBO vào lúc nửa đêm.
Hank Stuever của Washington Post nói 'Anh em nhà Neistat đã cho thấy sự nhiệt tình trong cuộc sống mà bạn không thể làm gì ngoài việc yêu thích nó'. Chương trình cũng không tránh khỏi những lời chỉ trích mang tính gièm pha. Trang blog The Zeitgeisty Report gọi chương trình là 'một mớ hỗn độn làm màu, đầy tính hipster và khoe khoang' và tiếp tục cho rằng nó là "chương trình gây khó chịu nhất trong lịch sử của HBO."

## YouTube
Vào ngày 17 tháng 2 năm 2010, Neistat tải lên một video về việc khi nào được và không được sử dụng dây phanh khẩn cấp trên các toa tàu trong Tàu điện ngầm Thành phố New York. Neistat chỉ trích MTA đã không làm rõ cho hành khách khi nào thì nên kéo dây phanh khẩn cấp. Theo đoạn video, một người chỉ nên dùng phanh khẩn cấp khi chuyển động của đoàn tàu có thể sắp gây nguy hiểm tới tính mạng hoặc gây thương tích.
Vào ngày 23 tháng 2 năm 2010, Neistat phát hành một bộ phim sáu phút trên Vimeo về trang web Chatroulette. Nó giải thích Chatroulette là gì, nó hoạt động như thế nào, và tại sao mọi người lại dùng nó. Nhiều cuộc thí nghiệm đã được thực hiện trong video with the findings presented in stop frame animations. Một thí nghiệm đã chỉ ra rằng mọi người trên Chatroulette có xu hướng nói chuyện nhiều hơn với phụ nữ. Trong khi 95% người "bỏ qua" Neistat, người bạn nữ của anh là Genevieve chỉ bị bỏ qua bởi 5% số người.
Vào ngày 7 tháng 6 năm 2011, Neistat chỉ trích cách xử phạt của Sở cảnh sát Thành phố New York với những người lái xe đạp tại Thành phố New York vì đi xe bên ngoài làn đường dành cho xe đạp. Trong một video có tựa đề "Bike Lanes", Neistat đã gặp phải một sĩ quan cảnh sát và phải nhận vé phạt 50 đôla vì không đi xe đúng làn đường. Neistat sau đó tiếp tục lái chiếc xe đạp của anh bên trong làn đường và cố tình đâm vào những vật cản trên đường, ủng hộ ý kiến rằng làn đường không phải lúc nào cũng an toàn nhất và đôi khi còn vô dụng. Phản hồi với video này, Tạp chí New York gọi Neistat là một "Cảnh vệ Làn xe đạp" và bộ phim được nhắc tới bởi hầu hết các hãng truyền thông lớn. Hơn nữa, Time đã xếp "Bike Lanes" ở vị trí thứ 8 trong danh sách Top 10 video sáng tạo năm 2011 của họ.
Vào năm 2014, Neistat được lọt vào danh sách Top 100 kênh của New Media Rockstars, xếp tại vị trí #82. Neistat cũng đã bắt đầu sử dụng Snapchat để ghi lại những khoảnh khắc thường ngày của mình và thêm vào "story" của anh. Những câu chuyện này thường không có chủ đề chính khi mà chúng giới thiệu những phần khác nhau trong đời sống của anh hay giới thiệu bất cứ việc gì anh làm trong ngày hôm đó, bao gồm cả những cảnh quay hậu trường cho các video trên YouTube của anh.

### Vlog hàng ngày
Neistat bắt đầu đăng tải những vlog hàng ngày trên YouTube vào ngày 24 tháng 3 năm 2015. Trong đoạn vlog "The Vice President, Outer Space and the Baby," ngày 15 tháng 5 năm 2015 của mình, Neistat nói rằng anh thấy những vlog của anh giống như một diễn đàn hơn là một nhật ký hàng ngày. Vào ngày 19 tháng 1 năm 2016, Neistat đăng tải vlog thứ 300 của anh. Vì phải vlog mỗi ngày, Neistat nói anh đã chọn tạm dừng làm những nội dung có độ dài lớn. Neistat thường xuyên được thấy sử dụng và bàn luận về chiếc ván trượt hiệu Boosted trong các vlog hàng ngày của anh, và đôi lúc cũng xuất hiện trong các video YouTube khác của anh.
Vào ngày 23 tháng 1 năm 2016, trong trận bão tuyết Hoa Kỳ tháng 1 năm 2016, gây nên lệnh cấm đi lại tại Thành phố New York, Neistat, cùng em trai Dean, Oscar Boyson, và Jesse Wellens đã quay một đoạn video giữa đường phố vắng tại Thành phố New York. Đoạn video dài 2 phút 41 giây, có tựa đề là "Snowboarding with the NYPD" (tiếng Việt: Trượt ván trên tuyết cùng NYPD), quay cảnh Neistat được kéo bằng một sợi dây thừng, trượt tuyết trên các con phố và qua cả Quảng trường Thời đại, và sau đó một viên cảnh sát đã bắt gặp và bỏ qua cho anh. Đoạn video đã được lan truyền nhanh, và thu hút được 6,5 triệu lượt xem trên YouTube trong vòng 24 giờ.
Vào ngày 8 tháng 9 năm 2016, Neistat thắng giải tại hạng mục "Ngôi sao truyền thông mới" tại Giải Người đàn ông của năm được tổ chức bởi GQ.
Vào ngày 19 tháng 9 năm 2016, Neistat đăng tải một vlog có tựa đề "The $21,000 first class airplane seat" (tiếng Việt: Chuyến bay hạng nhất 21.000$), trong đó anh trải nghiệm dịch vụ hạng nhất của hãng hàng không Emirates', giới thiệu một vài tiện nghi như màn hình cảm ứng, ngăn đựng đồ uống cá nhân, và cho phép hành khách tắm trên máy bay. Đoạn video nhanh chóng thu hút sự chú ý của truyền thông và hiện tại là video được xem nhiều nhất trên kênh của Neistat, tính tới ngày 10 tháng 11 năm 2016, với hơn 25,1 triệu lượt xem.
Tính tới ngày 10 tháng 11 năm 2016, Neistat đã đăng tải được 710 vlog và nhiều bộ phim khác trên kênh YouTube của mình từ khi tạo lập ngày 15 tháng 2 năm 2010. Chủ đề của các bộ phim rất đa dạng, và hầu hết đều có sự xuất hiện của Neistat. Vào ngày 22 tháng 8 năm 2015, Neistat đạt 1 triệu lượt đăng ký, sau đó tăng lên 4 triệu vào tháng 8 năm 2016, 5 triệu vào tháng 10, và 5,6 triệu vào tháng 11 năm 2016.
Vào ngày 19 tháng 11 năm 2016, Neistat thông báo rằng anh sẽ ngừng đăng tải các vlog vĩnh viễn để tập trung nhiều hơn vào các bộ phim ngắn mà anh dự định sẽ tải lên YouTube thường xuyên để thay thế các vlog hàng ngày.

## Beme

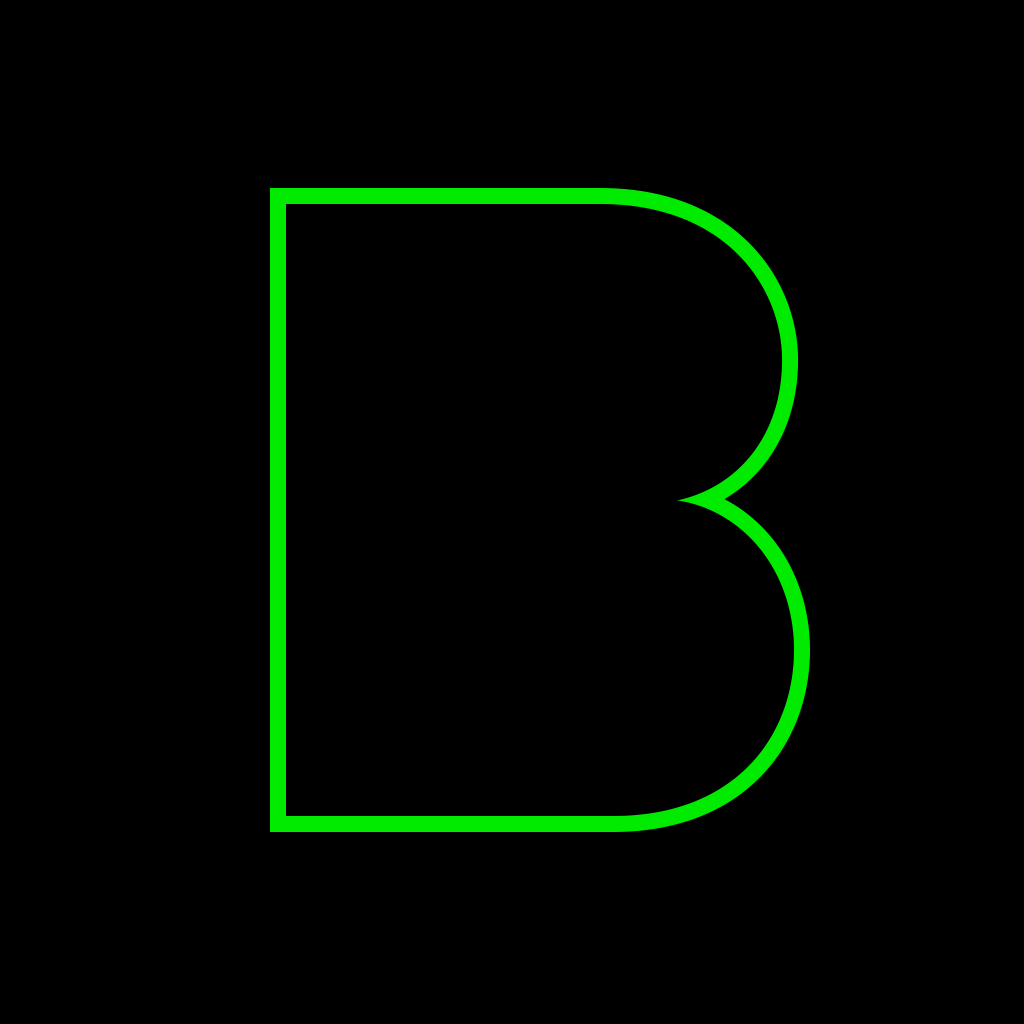
Logo của Beme

Trong một đoạn vlog ngày 8 tháng 7 năm 2015 vlog, Neistat thông báo anh đang cùng làm việc với Matt Hackett để xây dựng một ứng dụng chia sẻ video có tên là Beme. Được thiết kế để thay thế những nội dung đã qua nhiều chỉnh sửa được tìm thấy trên mạng xã hội, ứng dụng cho phép người dùng tạo ra các video bốn giây không qua chính sửa, và ngay lập tức tải lên và chia sẻ các video với những người đăng ký của người dùng mà không có khả năng đánh giá video. Người dùng phản hồi tới nội dung được chia sẻ bằng cách gửi các "reactions", là những bức ảnh của chính họ cho người tải lên video.
Phiên bản đầu tiên của Beme được phát hành ngày 17 tháng 7 năm 2015. Một thời gian ngắn sau khi phát hành, BuzzFeed mô tả thiết kế tối giản của Beme là "tưởng như đơn giản và kì lạ một cách có chủ ý." Chỉ trong tám ngày sau khi phát hành, người dùng của Beme đã chia sẻ 1,1 triệu video và đã gửi 2,4 triệu "reaction".
Vào ngày 28 tháng 11 năm 2016, CNN công bố họ sẽ mua lại Beme, với giá được báo cáo là $25.000.000, và vào ngày 29 tháng 11 năm 2016, Matt Hackett, đồng sáng lập Beme, thông báo qua một email tới người dùng Beme rằng ứng dụng sẽ ngừng hoạt động vào ngày 31 tháng 1 năm 2017.

## Quảng cáo
Ngoài sự nghiệp với truyền hình và điện ảnh, Neistat cũng đạo diễn các phim quảng cáo trên truyền hình, và đã làm việc với các khách hàng như Samsung, Nike, Google, Finn Jewelry, J.Crew, và Mercedes-Benz.

### Make It Count

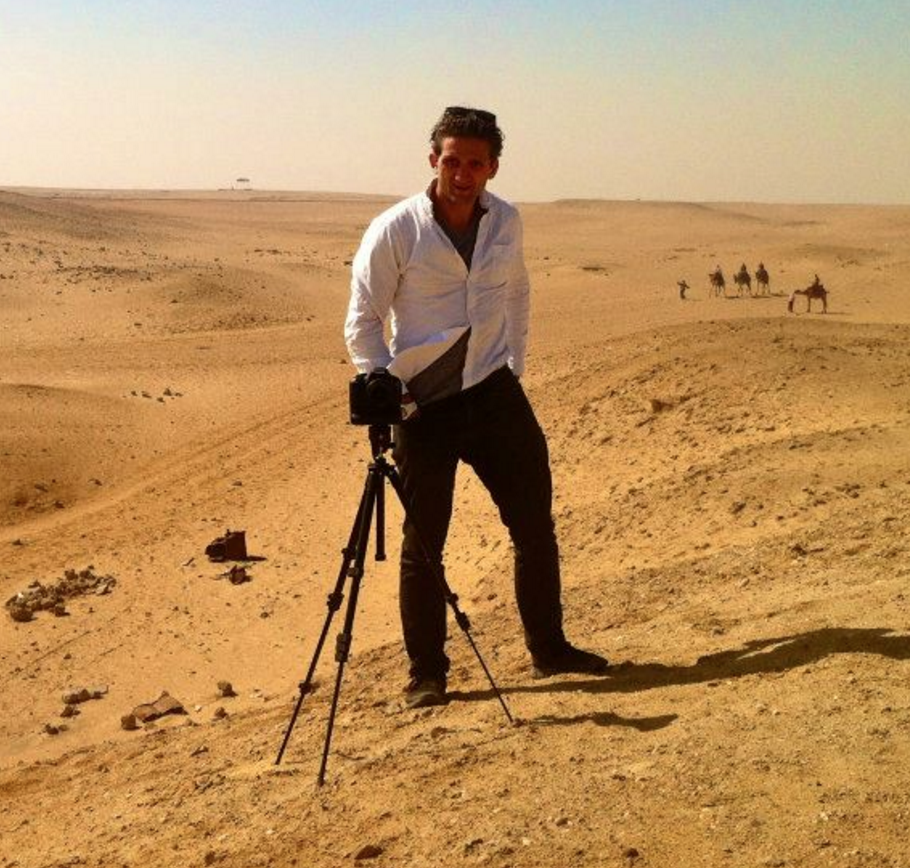
Neistat tại châu Phi, 2012

"Make It Count" (tạm dịch: Sống hết mình) là một video được viết, đạo diễn và có sự xuất hiện của Casey Neistat dành cho Nike. Đoạn video bắt đầu với dòng chữ "Nike đã hỏi tôi làm một bộ phim về ý nghĩa của việc sống hết mình. Thay vì làm bộ phim của họ tôi dành toàn bộ ngân sách để du lịch vòng quanh thế giới với người bạn Max của tôi. Chúng tôi cứ tiếp tục đi cho tới khi hết sạch tiền. Chuyến đi mất 10 ngày."
Đoạn video sau đó bắt đầu một cách nghiêm túc với Neistat và bạn của anh Max Joseph đang trên đường tới sân bay. Các đoạn cắt nhanh từ chuyến đi của họ lồng ghép với những trích dẫn cá nhân cuối cùng tạo nên màn kết của bộ phim với cảnh Neistat quay trở lại Thành phố New York, nơi câu chuyện bắt đầu. Vào ngày 8 tháng 4 năm 2012, Nike đăng tải đoạn video trên trang YouTube chính thức của họ với tựa đề "Make It Count". Ngày hôm sau Neistat cũng đăng tải đoạn video lên kênh YouTube chính thức của anh. Đoạn video của Neistat đã được lan truyền nhanh, với nửa triệu lượt xem trong ba ngày đầu đăng tải.
Zoe Fox của Mashable bình luận rằng đó là "Câu chuyện thương hiệu tuyệt vời nhất từng được kể". Một số hãng truyền thông gọi quá trình sản xuất bộ phim của Neistat là 'sự hành động theo ý mình' như CNNGo, Fast Company và Conde Nast Traveler.

## Phát biểu trước công chúng
Neistat đã tham gia diễn thuyết về các chủ đề liên quan tới làm phim và kinh nghiệm sống của mình.
Vào ngày 15 tháng 10 năm 2010, Neistat phát biểu tại Hội nghị Mùa thu Hiệp hội Giáo dục Nghệ thuật Nam Carolina. Anh là 'khách mời nghệ sĩ truyền thông đặc biệt' của sự kiện.
Vào ngày 2 tháng 2 năm 2011, Neistat tham gia diễn thuyết trong Nhà hát Celeste Bartos ở Bảo tàng Nghệ thuật Hiện đại tại Thành phố New York. Buổi diễn thuyết được miêu tả là: "Casey Neistat sẽ chỉ và cho bạn thấy cách anh tự học mọi thứ từ thiết kế tới làm phim kể từ khi anh bỏ học trung học. Những công cụ của anh rất đơn giản; một chiếc máy ảnh, một cây bút lông, giấy, cây kéo và bất cứ thứ gì xung quanh anh, mà anh đã sử dụng vào những câu chuyện về những chủ đề như dây phanh khẩn cấp của tàu điện ngầm hay những thiết lập về riêng tư trên Facebook." Giá tiền cho một vé đi sự kiện là $40 và đã được bán hết sạch. Neistat kết thúc buổi diễn thuyết bằng cách mời những người tham gia hỏi đáp lên sân khấu để chọn một phần quà trong một chiếc hộp carton lớn có ghi chữ Party Favors, các phần quà bao gồm một chiếc iPad, đồng hồ Rolex giả và nhiều thùng bia.
Neistat phát biểu tại TEDx Parker School ở Chicago vào ngày 24 tháng 3 năm 2012. Chủ đề chính của sự kiện là 'The Eye Opening Experience'.

## Đời sống cá nhân
Neistat có một cậu con trai, Owen, lúc anh 17 tuổi, với người bạn gái lúc đó là Robin Williams. Lần kết hôn đầu tiên của Neistat là với Candice Pool; cả hai trước đó đã bỏ trốn tại Houston, Texas, vào năm 2005. Cuộc hôn nhân kéo dài khoảng một tháng và kết thúc với một thỏa thuận bãi bỏ. Vào ngày 18 tháng 2 năm 2013, Neistat lại đính hôn với Candice Pool, và cô cũng xuất hiện trong nhiều bộ phim của anh. Vào ngày 29 tháng 12 năm 2013, Candice và Casey kết hôn tại Cape Town, Nam Phi. Cả hai có một cô con gái, đặt tên là Francine.
Louise Neistat (tên khai sinh là Louise Celice Grossman), bà nội của Casey Neistat, là một vũ công tap dance và là một vũ công Rockette của Radio City Music Hall trong Chiến tranh thế giới thứ hai. Vào năm 2004, Casey đạo diễn một video mà trong đó bà của anh làm "chiếc bánh mì nường Pháp ngon nhất thế giới" và đưa nó cho con trai Owen của anh.
Vào ngày 31 tháng 10 năm 2011, Casey Neistat đăng tải một bộ phim ngắn bốn phút trên YouTube về bà của mình. Video mở đầu với cảnh Casey hỏi bà mình xem bà nghĩ còn bao nhiêu năm nữa bà còn được tổ chức chương trình nhảy tap dance thường xuyên, rồi xen lẫn nhiều đoạn băng quay lại những thành tựu của bà với những cảnh từ chương trình biểu diễn tap dance gần đây nhất của bà; số tiền bà dành dụm được từ tap dance được quyên góp cho các tổ chức từ thiện để nghiên cứu bệnh ung thư. Đoạn video được tài khoản chính thức của YouTube trên Twitter chia sẻ và đã xuất hiện trên nhiều trang web tin tức và video lan truyền nhanh như Huffington Post. 22 ngày sau khi video được đăng tải, Louise qua đời do tuổi già, hưởng thọ 92 tuổi; Neistat đã viết cáo phó cho bà và đọc bài điếu văn.
Tính tới tháng 4 năm 2013, Casey Neistat đã sở hữu 7 chiếc xe hơi. Trong đó chiếc thứ ba là một chiếc xe tải màu xanh đã phát nổ trên lề đường Xa lộ Liên tiểu bang 95 và chiếc thứ năm là một chiếc BMW 530i Touring năm 1994.

## Danh sách phim

### Phim
| Năm  | Phim                         | Vai trò  | Vai trò           | Vai trò   | Vai trò   | Vai trò        | Ghi chú |
| Năm  | Phim                         | Đạo diễn | Sản xuất          | Biên kịch | Diễn viên | Vai            | Ghi chú |
| ---- | ---------------------------- | -------- | ----------------- | --------- | --------- | -------------- | ------- |
| 2008 | The Pleasure of Being Robbed | Không    | Giám đốc sản xuất | Không     | Không     |                | [ 77 ]  |
| 2009 | Daddy Longlegs               | Không    | Có                | Không     | Không     |                |         |
| 2011 | 3x3                          | Có       | Không             | Không     | Không     |                |         |
| 2016 | Nerve                        | Không    | Không             | Không     | Có        | Chính anh      | [ 78 ]  |
| 2020 | Project Power                | Không    | Không             | Không     | Có        | Motorcycle guy |         |

### Truyền hình
| Năm  | Phim                 | Vai trò  | Vai trò  | Vai trò   | Vai trò   | Vai trò | Ghi chú |
| Năm  | Phim                 | Đạo diễn | Sản xuất | Biên kịch | Diễn viên | Vai     | Ghi chú |
| ---- | -------------------- | -------- | -------- | --------- | --------- | ------- | ------- |
| 2010 | The Neistat Brothers | Có       | Có       | Có        | Có        |         | [ 4 ]   |
| 2011 | Alter Egos           | Không    | Không    | Có        | Không     |         | 1 tập   |

## Giải thưởng và đề cử
| Năm  | Giải thưởng                  | Hạng mục                               | Kết quả   | Ghi chú       |
| ---- | ---------------------------- | -------------------------------------- | --------- | ------------- |
| 2010 | Giải Tinh thần độc lập       | Giải John Cassavetes                   | Đoạt giải | với Tom Scott |
| 2016 | Giải Shorty                  | YouTuber của năm                       | Đoạt giải | [ 79 ]        |
| 2016 | Người đàn ông của năm của GQ | Ngôi sao truyền thông mới              | Đoạt giải | [ 80 ]        |
| 2016 | Giải Streamy                 | Nghệ sĩ của năm                        | Đề cử     |               |
| 2016 | Giải Streamy                 | Series góc nhìn thứ nhất xuất sắc nhất | Đoạt giải |               |
| 2016 | Giải Streamy                 | Biên tập xuất sắc nhất                 | Đoạt giải |               |